# نیکولای کوتوزف
نیکولای نیکولایوویچ کوتوزف (روسی: Кутузов, Николай Николаевич؛ ۵ ژوئن ۱۸۹۷ – ۸ مه ۱۹۸۱) بازیگر تئاتر و سینما اهل روسیه بود.
او در ۲۲ مه (۵ ژوئن به تقویم جدید) سال ۱۸۹۷ در شهر کیشتیم در خانواده‌ای متعلق به یک مهندس معدن به دنیا آمد. تحصیلات خود را در دبیرستان فنی به پایان رساند و به چندین زبان خارجی مسلط بود.
وی در جنگ جهانی اول شرکت داشت. در گردان ذخیرهٔ بالون‌سواری خدمت می‌کرد و از آن‌جا به دوره‌های تئوریک هوانوردی در دانشگاه پلی‌تکنیک پتر کبیر سن پترزبورگ اعزام شد و دوره‌های موتورشناسی را با موفقیت به پایان رساند (بر اساس اسناد بایگانی نظامی روسیه، پرونده ۳۵۲، فهرست ۳، مدرک ۵۹).
او به درجه «پراپورشیک» (افسر جزء) نائل شد، اما در سال ۱۹۳۸ توسط کمیساریای خلق در امور داخلی به اتهام عضویت در سازمان رستاخیز ارتش روسیه (РОВС) و به‌عنوان یک افسر سابق تزاری بازداشت شد. پرونده او در نهایت مختومه اعلام شد (بر اساس اسناد آرشیو دولتی فدراسیون روسیه، پرونده پ-۵۰۶۸).

## گزیدهٔ آثار
- برادران کارامازوف (۱۹۶۹)
- مهماندار هواپیما (۱۹۶۷)
- جنگ و صلح (۱۹۶۶)
- آندری روبلف (۱۹۶۶)
- ابله (۱۹۵۸)
- دن آرام (۱۹۵۷)